# Aleksej Milčakov
Aleksej Jurjevič Milčakov (rusko Алексей Юрьевич Мильчаков), ruski neonacist, * 30. april 1991, Leningrad (danes Sankt Peterburg, Rusija).
Je osumljenec vojnih zločinov, sovodja in soustanovitelj neonacistične skupine Rusič, ki je od leta 2022 delovala v okviru skupine Wagner. Milčakov je od leta 2022 pod sankcijami ZDA, Evropske unije, Združenega kraljestva, Kanade in drugih držav. Povezan je z grozodejstvi v Siriji in Ukrajini, med drugim tudi z umorom človeka z macolo, ki je postala simbol ruskih neonacistov, ki se borijo v Donbasu.

## Življenjepis
Milčakov se je rodil v Leningradu (danes Sankt Peterburg). Sam se be je opisal ko navijača nogometnega kluba Zenit.

### Zloraba živali
Milčakov je prvič pritegnil pozornost javnosti, ko se je leta 2011 posnel med mučenjem in obglavljanjem kužka. Posnetek je nato objavil na spletu. Več kot 5500 ljudi je podpisalo peticijo, ki je zahtevala, da se ga kaznuje. Aktivisti za pravice živali so hkrati pozvali navijače nogometnega kluba Zenit, naj se odzovejo na dejanja Milčakova. Milčakov je med drugim na svoji strani na družbenem omrežju VKontakte pozval k ubijanju brezdomcem, kužkov in otrok.

### Domnevna grozodejstva v Siriji
Skupina preiskovalnih novinarjev Bellingcat je leta 2024 analizirala fotografijo posneto leta 2017 v bližini sirskega mesta Palmira. Na njej je moški v vojaški uniformi državl odrezano glavo. Bellingcat je ugotovil, da je moški v uniformi najverjetneje Milčakov ali član Rusiča. Fotografija je bila geolocirana 5,5 km stran od mesta, kjer so plačanci Wagnerja leta 2017 mučili in obglavili Sirca.

### Vojna v Donbasu
Milčakov je kot prostovoljec sodeloval v vojni v Donbasu od leta 2014 naprej. O svojem sodelovanju je komentiral, da je želel ubijati. Milčakov je tudi izjavil, da je poleti 2014 skupaj z Janom Petrovskim ustavnovil skupino Rusič, potem ko je končal program paravojaškega usposabljanja, ki ga je vodila Imperialna legija, vojaška veja neonacistične organizacije Rusko imperialno gibanje. Odkrito se je hvalil s fotografiranjem pohabljenih in zažganih trupel ukrajinskih pripadnikov paravojaške skupine Aidar. Milčakov se je tudi hvalil, da je truplom rezal ušesa in na njihove obraze vrezal svastike. Do leta 2015 so ga sankcionirale Evropska unija, Združeno kraljestvo in Kanada. Uporabljal je vojaško ime »Fritz« in »Srb«.
Leta 2016 je Milčakov kritiziral vodstvo samooklicane Luganske ljudske republike ker naj bi bili »antifašisti«.
V intervjuju leta 2020 se je Milčakov odkrito označil za nacista - »Ne bom šel globoko in rekel, da sem nacionalist, patriot, imperialist in tako naprej. Povedal bom naravnost: Jaz sem nacist.«
Avgusta 2022 je Nexta objavil posnetke, ki prikazujejo Milčakova v Ukrajini. Po podatkih nemške obveščevalne službe naj bi bil Milčakov poškodovan v ruski invaziji na Ukrajino.

## Sankcije
Milčakova v zvezi z Rusko-ukrajinsko vojno sankcionirajo Kanada, Avstralija, Evropska unija, Japonska, Nova Zelandija, Ukrajina, Združeno kraljestvo in Združene države.